# 誘導コイル
誘導コイル（ゆうどうコイル）とは、電磁誘導により起電力を発生させるためのコイルである。

## 概要
1次側（磁場の変動を与える側）もコイルであるものは、全体としては変圧器の一種である。
機械的に電流を断続して高電圧を作る目的のものを、特に指すこともある。そういったものは、絶縁鉄心に数百回の1次コイルを巻き、この上に細い導線を数万回から数十万回巻いて2次コイルを形成させて絶縁鉄心に断続器を磁気的に結合し、1次コイルの電気回路を断続させるようにしたものである。1次コイル側に数ボルトの直流電源（電池）を接続し、1次コイルの電流を断続器によって断続することにより、2次コイルには高い交流電圧が誘起される。断続器の接点が閉じて電流が流れ始める時と、断続器の接点が開いて電流が断たれる時で、その起電力方向は反対となるが、接点が開いて電流が断たれる時のほうが電流の時間的変化が大きいため、2次コイルからは一方向の高電圧を取り出すことができる。
内燃機関の点火装置に用いられる高圧発生用誘導コイルは、イグニッションコイルと呼ばれている。